# Allogastropoda
Allogastropoda, também conhecido por Heterobranchia inferior (ou Lower Heterobranchia), é um grupo especializado, altamente evoluído, de Gastropoda do tipo lesmas marinhas e búzios, pertencente ao clado Heterobranchia. Apesar da grande maioria dos Allogastropoda serem animais marinhos, algumas espécies conseguiram fazer a transição para habitats de água doce.